# Yu Kanamaru
Yu Kanamaru (Japans: 金丸 悠, Kanamaru Yū) (Tokio, 13 mei 1994) is een Japans autocoureur.

## Carrière
Kanamaru begon zijn autosportcarrière in het karting op zevenjarige leeftijd in 2001 en bleef hier tot 2011 actief. In 2012 maakte hij de overstap naar het formuleracing, waarin hij uitkwam in de Formule Renault 2.0 NEC voor het team KTR. Na een rustig seizoen behaalde hij in de seizoensfinale op Spa-Francorchamps zijn eerste overwinning, waardoor hij uiteindelijk als zestiende in het kampioenschap eindigde met 97 punten. Ook reed hij voor het team in de Eurocup Formule Renault 2.0, maar was hier minder succesvol met een seizoen waarin hij geen punten scoorde en als 39e in het kampioenschap eindigde met een zeventiende plaats op de Nürburgring als beste resultaat.
In 2013 was de Eurocup zijn hoofdkampioenschap, waarin hij voor KTR actief bleef. Opnieuw scoorde hij geen punten en met een zestiende plaats op Spa-Francorchamps werd hij 31e in de eindstand. Ook reed hij in drie raceweekenden van de NEC voor het team en werd 26e met 47 punten.
In 2014 maakte Kanamaru de overstap naar de Formule 3 in de Euroformula Open, waarin hij uitkwam voor EmiliodeVillota Motorsport. Hij behaalde podiumplaatsen op de Nürburgring, het Autódromo Internacional do Algarve, Spa-Francorchamps en het Autodromo Nazionale Monza en werd achter Sandy Stuvik, Artur Janosz en Alex Palou vierde in het kampioenschap met 128 punten. Aan het eind van het seizoen nam hij voor Carlin deel aan de Grand Prix van Macau, maar finishte deze race niet.
In 2015 bleef Kanamaru in de Euroformula Open rijden voor EmiliodeVillota Motorsport. Op Silverstone behaalde hij zijn eerste overwinning in het kampioenschap. Hierna behaalde hij geen overwinningen weer, maar stond wel regelmatig op het podium om uiteindelijk achter Vitor Baptista en Konstantin Tereshchenko als derde te eindigen in het kampioenschap met 206 punten. Ook mocht hij dat jaar vanaf het raceweekend op de Nürburgring rijden in de Formule Renault 3.5 Series bij het team Pons Racing als vervanger van Philo Paz Patric Armand, die vanwege problemen met zijn visum niet kon rijden. Met een zesde plaats op het Circuit Bugatti als beste resultaat werd hij achttiende in de eindstand met 9 punten.
In 2016 maakte Kanamaru zijn fulltime debuut in de hernoemde Formule V8 3.5 voor het nieuwe team Teo Martín Motorsport. Met de weinige ervaring van het team kende hij een goed debuutseizoen; op een na kwam hij in alle races die hij finishte in de top 10 en met 85 punten werd hij achtste in het eindklassement.
In 2017 blijft Kanamaru actief in het kampioenschap, dat de naam opnieuw heeft veranderd naar World Series Formule V8 3.5. Hij stapt hierin over naar het team RP Motorsport.